# Kanton Le Châtelet
Le Châtelet is een voormalig kanton van het Franse departement Cher. Het kanton maakte deel uit van het arrondissement Saint-Amand-Montrond.

## Gemeenten
Het kanton Le Châtelet omvatte de volgende gemeenten:
- Ardenais
- Le Châtelet (hoofdplaats)
- Ids-Saint-Roch
- Maisonnais
- Morlac
- Rezay
- Saint-Pierre-les-Bois